# Chthonius sestasi
Espèce
Chthonius sestasi est une espèce de pseudoscorpions de la famille des Chthoniidae.

## Distribution
Cette espèce est endémique de Thessalie en Grèce. Elle se rencontre dans la grotte Liparo Tripa à Tempé.

## Description
La femelle holotype mesure 2,6 mm et le mâle paratype 2,4 mm.

## Étymologie
Cette espèce est nommée en l'honneur d'Anton Sestas.

## Publication originale
- Mahnert, 1980 : Pseudoskorpione (Arachnida) aus Höhlen Griechenlands, insbesondere Kretas. Archives des Sciences (Geneva), vol. 32, no 3, p. 213-233.